# Люммер, Отто
Отто Рихард Люммер (нем. Otto Richard Lummer; 17 июля 1860, Гера — 5 июля 1925, Бреслау) — немецкий физик-экспериментатор, автор научных трудов по оптике, спектроскопии, физике теплового излучения.

## Биография
Люммер учился в различных немецких университетах, и в 1884 году, после завершения работы над диссертацией, стал ассистентом Германа фон Гельмгольца в Берлинском университете. В 1887 году Люммер последовал за Гельмгольцем во вновь созданный Физико-технический институт (Physikalisch-Technische Reichsanstalt), где сначала занимал должность ассистента, с 1889 года — научного сотрудника, а в 1894 году получил титул профессора. С 1901 года Люммер также преподавал в Берлинском университете в качестве приват-доцента, а в 1904 году получил профессорскую позицию в Университете Бреслау (ныне польский Вроцлав). В 1924 году по инициативе Люммера в Бреслау была основана радиостанция Schlesische Funkstunde; учёный стал её сооснователем и первым председателем правления.

## Научные достижения

### Оптика
В 1884 году в своей диссертации Люммер переоткрыл полосы равного наклона (англ. Haidinger fringe), возникающие при интерференции света в плоскопараллельных пластинках стекла и обнаруженные впервые ещё Вильгельмом Хайдингером. В 1901 году Люммер использовал идею интерференции световых лучей, многократно отражающихся внутри плоскопараллельной пластинки, для создания спектрометра высокой разрешающей способности. В следующем году Эрнст Герке добавил к прибору входную призму для уменьшения потерь излучения. Усовершенствованное таким образом устройство называют пластинкой, или интерферометром, Люммера — Герке (англ. Lummer–Gehrcke interferometer).
Перед сотрудниками Физико-технического института с момента его основания стояла задача создания стандартов для определения освещенности и других фотометрических величин. Для решения этой задачи был создан ряд новых приборов. В 1889 году Люммер вместе с Ойгеном Бродхуном (англ. Eugen Brodhun) изобрел фотометрический куб, известный также как фотометр Люммера — Бродхуна; по чувствительности этот прибор более чем в два раза превосходил стандартный для того времени апертурный фотометр, изобретённый Робертом Бунзеном. В 1892 году вместе с Фердинандом Курльбаумом Люммер усовершенствовал схему болометра, предложенную Сэмюэлом Лэнгли, и добился не только повышения его чувствительности (изменения температуры порядка 10−7°C) и скорости работы (инерционность порядка 8 с), но и возможности проводить сравнение двух источников излучения, одновременно освещающих прибор с двух сторон. Для создания такого устройства («болометр большой площади») была разработана оригинальная технология создания тонких зачернённых платиновых проволочек, которая использовалась и для реализации так называемого линейного болометра в 1899 году. Эти болометры, а также спектроболометр, представлявший собой модификацию спектрометра для работы в инфракрасном диапазоне, использовались в последующих измерениях интенсивности излучения в спектре чёрного тела.
В 1902 году Люммер создал производство ламп на парах ртути как источников монохроматического света.

### Излучение чёрного тела
В 1895 году совместно с Вильгельмом Вином Люммер предложил метод реализации абсолютно чёрного тела с помощью очерненной полости с небольшим отверстием; выходящее из этой полости, нагретой до определённой температуры, излучение и является искомым равновесным тепловым излучением. В следующем году Люммер подробно обосновал этот метод, отметив, что использовавшиеся ранее излучатели (например, зачерненные металлические пластинки) не были достаточно чёрными и не могли обеспечить точность определения свойств чёрного тела. Помимо интереса к фундаментальным физическим законам, мотивацией для создания искусственного абсолютно чёрного тела была необходимость в стандарте абсолютной интенсивности излучения. В 1897/98 году Люммер при помощи своего сотрудника Эрнста Прингсгейма завершил практическую реализацию чёрного тела: оно представляло собой сферическую или цилиндрическую металлическую полость (использовались железо и медь), которая с внутренней стороны покрывалась сажей или оксидом урана; для стабилизации температуры полость помещалась в различные жидкости (жидкий воздух, кипящую воду, горячую селитру и так далее) или в глиняную печь. Этот метод позволил получить равновесное излучение в диапазоне температур от -188° до +1200 °C. Таким образом, прогресс в экспериментальной технике позволил исследователям приступить к надёжным измерениям характеристик чёрного тела. В 1897 году Люммер и Прингсгейм проверили закон Стефана — Больцмана, а позже нашли численное значение константы, равной произведению длины волны, соответствующей максимуму спектра, и температуры, и, следовательно, подтвердили закон смещения Вина. Для достижения ещё бо́льших температур в 1898 году они разработали чёрное тело с электрическим нагревом: зачерненная внутри фарфоровая полость помещалась в платиновый цилиндр, к которому подводились электрические контакты; эта система изолировалась от внешних влияний несколькими слоями жаростойкого материала. С помощью этой схемы экспериментаторы смогли поднять температуру чёрного тела до 1500 °C, а в 1903 году довели её до 2100 °C, использовав вместо платины графитовую трубку, помещенную в газовую атмосферу. Этот дизайн абсолютно чёрного тела до сих пор используется в экспериментальных исследованиях.
3 февраля 1899 года на заседании Немецкого физического общества Люммер и Прингсгейм представили первые результаты своих измерений распределения энергии в спектре абсолютного чёрного тела (в диапазоне длин волн от 0.2 до 6 мкм и при температурах 800—1400°С). В целом их данные согласовались с законом излучения Вина, выведенным теоретически в 1896 году. В последующие месяцы экспериментаторы усовершенствовали свои методики с целью расширения измерений в длинноволновую область. 3 ноября 1899 года Люммер доложил о наличии систематических отклонений эксперимента от теории, однако ситуация оставалась неясной, поскольку измерения, проведённые примерно в то же время Фридрихом Пашеном, не обнаружили никаких отклонений от закона Вина. На заседании 2 февраля 1900 года Прингсгейм представил новые результаты своих с Люммером измерений, подтверждавшие наличие отклонений от закона Вина, особенно в длинноволновой области (их опыты охватывали длины волн до 18 мкм). Таким образом, справедливость закона излучения Вина была поставлена под сомнение. Вскоре Люммер вместе с Ойгеном Янке предложили обобщение этого закона, так что в области длинных волн интенсивность теплового излучения становилась пропорциональной температуре. Это было экспериментально подтверждено Генрихом Рубенсом и Курльбаумом, которые измерили спектр чёрного тела вплоть до длины волны 51.2 мкм. Эти фундаментальные исследования распределения энергии в спектре абсолютно чёрного тела создали предпосылки для вывода Максом Планком своей знаменитой формулы и создания в дальнейшем квантовой теории теплового излучения.

## Основные сочинения
- Lummer O. Über eine neue Interferenzerscheinung an planparallelen Glasplatten und eine Methode, die Planparallelität solcher Gläser zu prüfen // Annalen der Physik. — 1884. — Bd. 259 (23). — S. 49—84.
- Lummer O., Brodhun E. Photometrische Untersuchungen // Zeitschrift für Instrumentenkunde. — 1889. — Bd. 9. — S. 41—50, 461—465.
- Lummer O., Kurlbaum F. Bolometrische Untersuchungen // Annalen der Physik. — 1892. — Bd. 282 (46). — S. 204—224.
- Wien W., Lummer O. Methode zur Prüfung des Strahlungsgesetzes absolut schwarzer Körper // Annalen der Physik. — 1895. — Bd. 292 (56). — S. 451—456.
- Lummer O., Pringsheim E. Die Strahlung eines „schwarzen” Körpers zwischen 100 und 1300°C // Annalen der Physik. — 1897. — Bd. 299 (63). — S. 395—410.
- Lummer O., Pringsheim E. Die Verteilung der Energie im Spektrum des schwarzen Körpers // Verhandlungen der Deutschen Physikalischen Gesellschaft. — 1899. — Bd. 1. — S. 23—41.
- Lummer O., Pringsheim E. Über die Strahlung des schwarzen Körpers für lange Wellen // Verhandlungen der Deutschen Physikalischen Gesellschaft. — 1900. — Bd. 2. — S. 163—180.
- Lummer O., Jahnke E. Über die Spectralgleichung des schwarzen Körpers und des blanken Platins // Annalen der Physik. — 1900. — Bd. 308 (3). — S. 283—297.
- Lummer O., Gehrcke E. Über die Anwendung der Interferenzen an planparallelen Platten zur Analyse feinster Spektrallinien // Annalen der Physik. — 1903. — Bd. 315 (10). — S. 457—477.
- Lummer O., Reiche F. Die Lehre von der Bildentstehung im Mikroskop von Ernst Abbe. — Braunschweig, 1910.
- Lummer O. Grundlagen, Ziele und Grenzen der Leuchttechnik. — München, 1918.
- Eucken A. (Hrsg.), Lummer O. (Hrsg.), Waetzmann E. (Hrsg.). Müller-Pouillets Lehrbuch der Physik (11. Auflage). Zweiter Band: Lehre von der strahlenden Energie (Optik). — Braunschweig: Vieweg, 1926.